# Корлис Веларион
Корлис Веларион — персонаж вымышленного мира, созданного американским писателем Джорджем Мартином в саге «Песнь льда и огня». Лорд Дрифтмарка, адмирал, путешественник, участник Пляски Драконов. Герой ряда книг Мартина и сериала «Дом Дракона».

## Биография
Согласно Джорджу Мартину, Корлис Веларион принадлежал к аристократическому роду валирийского происхождения, связанному с кораблями и морем. Он был старшим сыном лорда Дейемона Велариона. С детства Корлис, получивший своё имя в честь первого лорда-командующего Королевской Гвардией, занимался морским делом. Он стал знаменитым мореплавателем и обошёл на своих кораблях все моря вокруг Вестероса и у более отдалённых берегов. Веларион стал первым вестеросцем, проплывшим вдоль северного побережья Эссоса и побывавшим в Асшае на крайнем востоке обитаемого мира. Эти плавания принесли ему огромное богатство и прозвище Морской Змей.
После смерти деда Корлис унаследовал титул лорда Дрифтмарка. Его невестой некоторое время считалась дочь короля Джейехериса I Дейела, впоследствии ставшая женой лорда Аррена. Веларион женился на принцессе Рейенис, внучке Джейехериса. После гибели тестя он отстаивал права на престол своей жены и сына Лейнора, но собравшийся в Харренхолле Великий совет предпочёл объявить наследником королевского внука Визериса Таргариена. Позже Корлис заключил союз с братом Визериса Дейемоном и вместе с ним завоевал архипелаг Ступени в Узком море. За Дейемона он выдал свою дочь Лейну, а сына Лейнора женил на Рейенире — дочери Визериса.
Рейенира стала наследницей престола. Однако позже появился ещё один претендент — Эйегон, сын короля от второй жены, Алисент Хайтауэр. После смерти Визериса Корлис поддержал невестку и стал одним из руководителей партии «чёрных». В Пляске Драконов (гражданской войне, развернувшейся после смерти Визериса) он сражался на стороне Рейениры, причём его флот блокировал с моря Королевскую Гавань. Позже отношения между союзниками испортились, так как лорд Дрифтмарка безуспешно выступал за достижение компромисса и считал Рейениру виновной в смерти жены. После побега из столицы Аддама Велариона Корлис оказался в тюрьме. Когда королева погибла, он присягнул на верность Эйегону, но остался сторонником умеренной политики. Позже Эйегон умер от яда во время наступления на столицу армии «чёрных», и подозрение в отравлении пало на Морского Змея и некоторых других лордов. Веларион был оправдан в суде и вошёл в состав регентского совета, правившего страной до совершеннолетия сына Рейениры Эйегона III. Он умер в глубокой старости из-за несчастного случая.

## В культуре
Корлис Веларион стал персонажем псевдохроник «Мир льда и пламени» и «Пламя и кровь». Он появляется в сериале «Дом Дракона», где его сыграл Стив Туссэн. Выбор на эту роль темнокожего актёра вызвал негативную реакцию многих фанатов Мартина, а Туссэн ответил на это обвинениями в расизме. По словам одного из рецензентов, в первой серии семья Веларионов выглядит странно: белокожая «„Почти королева“ Рейенис в компании чернокожего мужа и детей выглядит так, как будто в эту семью её подбросили».